# Українська лірична пісня (срібна монета)
«Украї́нська ліри́чна пі́сня» — срібна пам'ятна монета номіналом 10 гривень, випущена Національним банком України, присвячена «скарбниці та душі народу» — українській ліричній пісні, мелодійній, хвилюючій і зворушливій, збагаченій яскравими епітетами, яка поєднує радість із тихим смутком, оспівує кохання і людські взаємини, надихає своєю красою та силою.
Монету введено в обіг 29 жовтня 2012 року. Вона належить до серії «Українська спадщина».

## Опис монети та характеристики
| Номінал грн. | Метал            | Маса, г      | Діаметр, мм | Якість виготовлення       | Гурт                           | Тираж, штук |
| ------------ | ---------------- | ------------ | ----------- | ------------------------- | ------------------------------ | ----------- |
| 10           | срібло 925 проби | 31,1 / 33,62 | 38,6        | спеціальний анциркулейтед | гладкий із заглибленим написом | 5 000       |

### Аверс
На аверсі монети розміщено: угорі малий Державний Герб України, напис півколом «НАЦІОНАЛЬНИЙ БАНК УКРАЇНИ», зображено вінок з кольорового (на монеті зі срібла) барвінку зі стрічками, у центрі якого номінал: «10/ГРИВЕНЬ» та рік карбування монети «2012».

### Реверс
На реверсі монети в стилізованому колі з хаток, тинів та квіток на дзеркальному тлі зображено дівчину з коромислом та хлопця, по колу монети на матовому тлі — стилізовані квітки барвінку, унизу розміщено напис «УКРАЇНСЬКА/ЛІРИЧНА ПІСНЯ».

## Автори

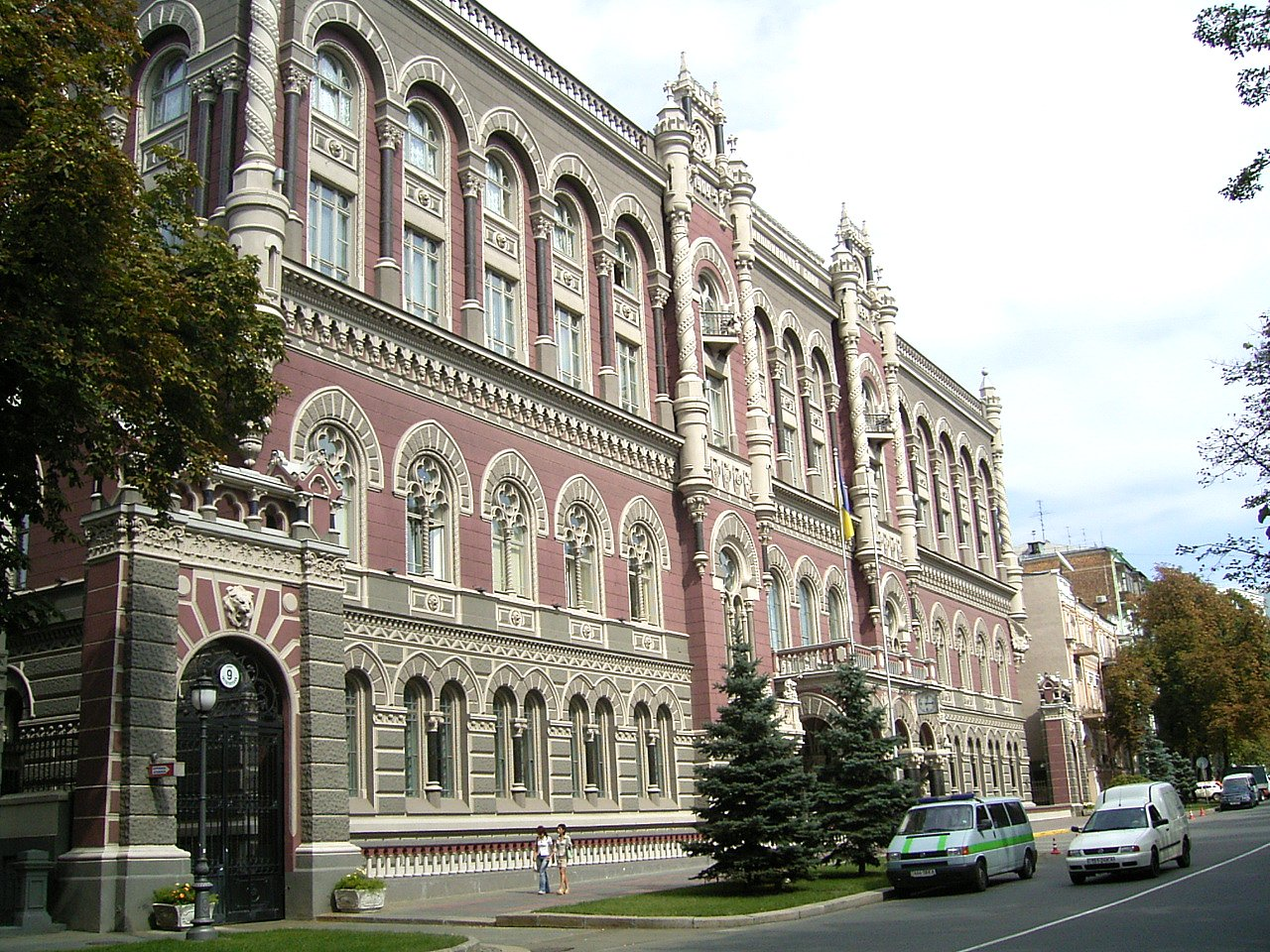
Будівля Національного банку України

- Художники: Таран Володимир, Харук Олександр, Харук Сергій.
- Скульптори: Дем'яненко Анатолій, Іваненко Святослав.

## Вартість монети
Ціна монети — 882 гривні, була вказана на сайті Національного банку України у 2016 році.
Фактична приблизна вартість монети з роками змінювалася так:
| Рік        | 2013 | 2014 | 2015 | 2016 | 2017 | 2018 | 2019 | 2020 | 2021  | 2022  | 2023  | 2024  | 2025  |
| ---------- | ---- | ---- | ---- | ---- | ---- | ---- | ---- | ---- | ----- | ----- | ----- | ----- | ----- |
| Ціна, грн. | 620  | 550  | 640  | 700  | 850  | 810  | 790  | 750  | 1 100 | 1 500 | 4 000 | 4 900 | 4 900 |